# Thomisops pupa
Espèce
Synonymes
- Thomisops pusio Karsch, 1879
- Thomisus vastus Bösenberg & Lenz, 1895

Thomisops pupa est une espèce d'araignées aranéomorphes de la famille des Thomisidae.

## Distribution
Cette espèce se rencontre en Afrique.

## Publication originale
- Karsch, 1879 : Über ein neues Laterigraden-Geschlecht von Zanzibar. Zeitschrift für die Gesammten Naturwissenschaften, Berlin, vol. 52, p. 374-376.